# Gruodė
Gruodė je řeka v západní Litvě, v okrese Klaipėda (Klaipėdský kraj). Je to levý přítok řeky Minija. Pramení v katastru vsi Poškos, 3 km na severovýchod od městysu Agluonėnai. Teče zpočátku směrem jihozápadním, záhy se ostře stáčí směrem jihovýchodním, na východ od Agluonėnů se stáčí směrem jižním a velikým obloukem obtéká tento městys až do směru západního. Protéká obcí Vanagai, Griežai, mezi obcemi Stragnai II a Stragnai I a do řeky Minija se vlévá 31 km od jejího ústí do Atmaty.

## Přítoky
Gruodė má málo významný levý přítok, který se vlévá 3,6 km od ústí.